# Hymenoscyphus serotinus
Hymenoscyphus serotinus är en svampart som först beskrevs av Christiaan Hendrik Persoon, och fick sitt nu gällande namn av William Phillips 1887. Hymenoscyphus serotinus ingår i släktet Hymenoscyphus och familjen Helotiaceae.  Arten är reproducerande i Sverige. Inga underarter finns listade i Catalogue of Life.